# Список дипломатических миссий Анголы

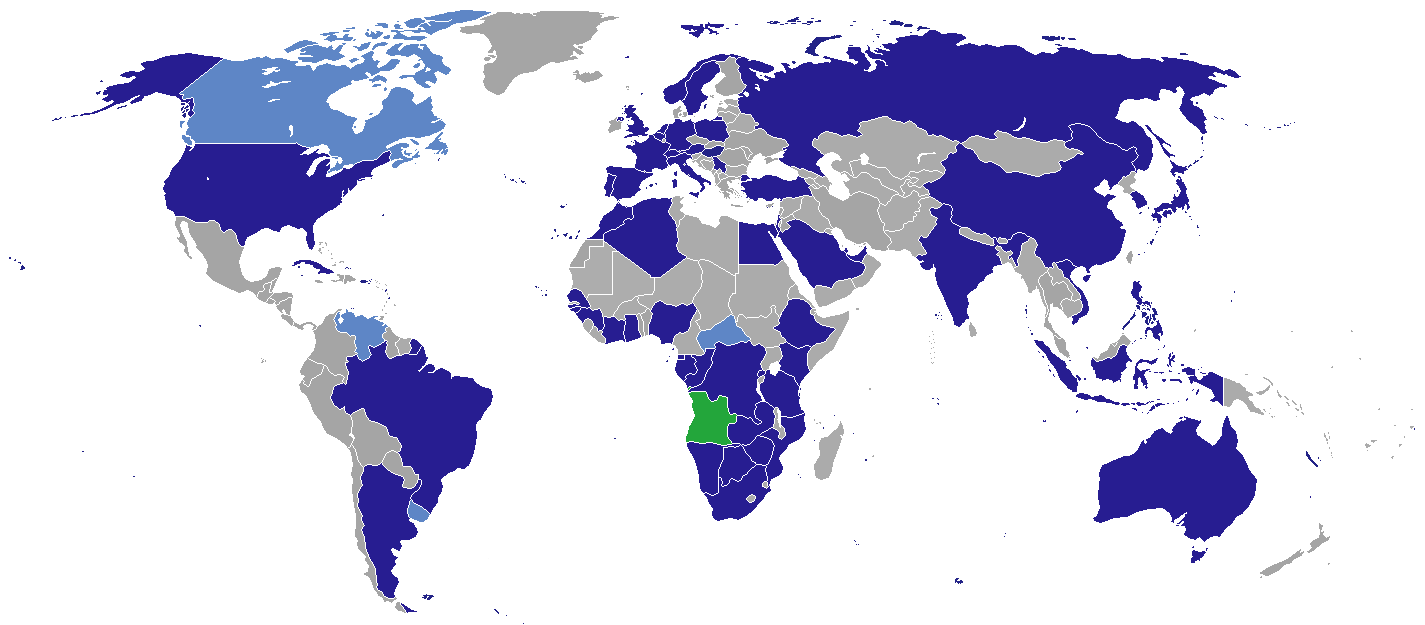

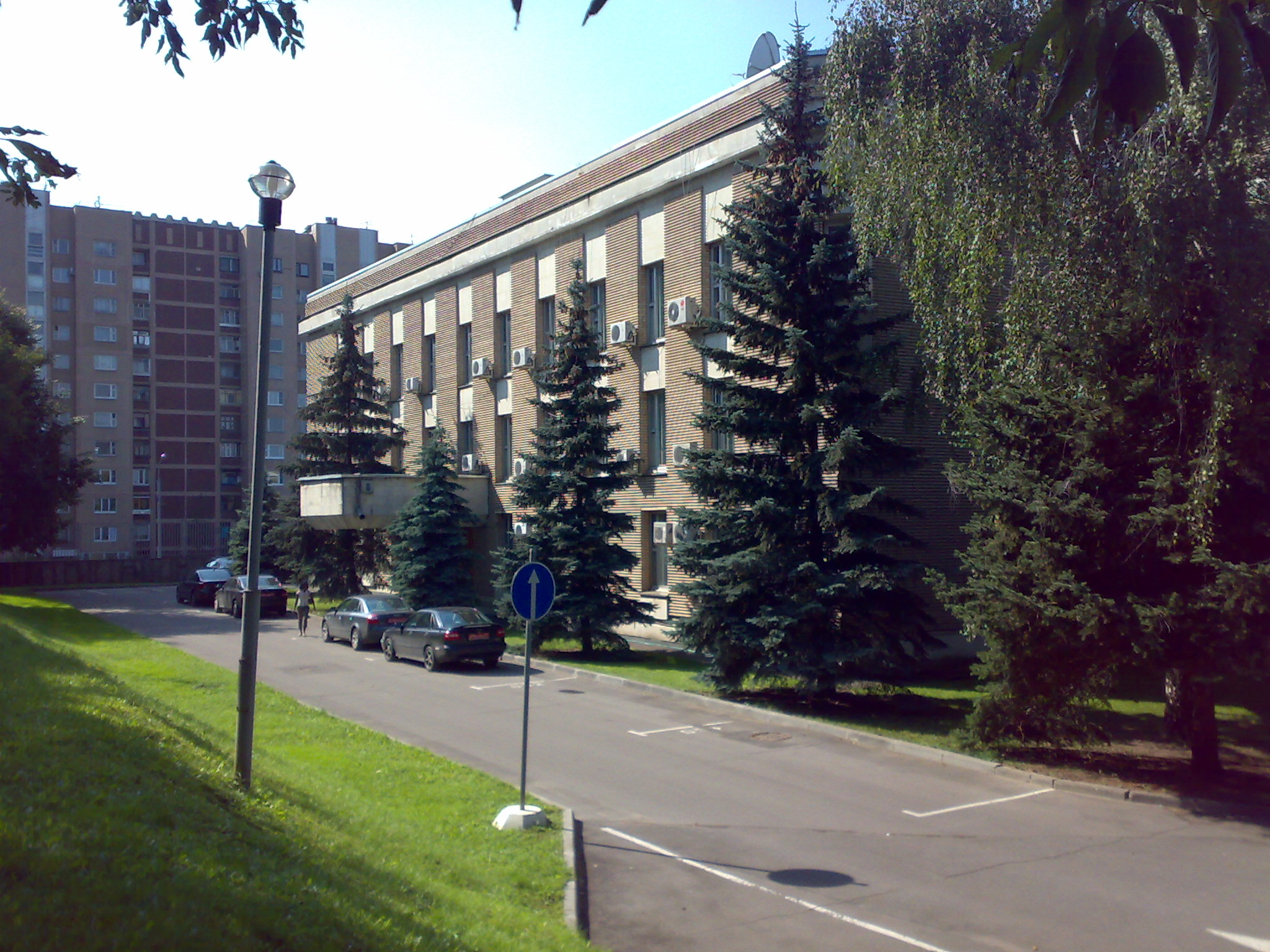
Посольство Анголы в Москве.

Список дипломатических миссий Анголы — наиболее представлены дипломатические представительства этой страны в государствах Африки. Ангола также является второй после Португалии страной, открывшей своё консульство в Макао.

## Европа
- Австрия, Вена (посольство)
- Бельгия, Брюссель (посольство)
- Ватикан (посольство)
- Великобритания, Лондон (посольство)
- Венгрия, Будапешт (посольство)
- Германия, Берлин (посольство)
  - Франкфурт-на-Майне (генеральное консульство)
- Греция, Афины (посольство)
- Испания, Мадрид (посольство)
- Италия, Рим (посольство)
- Нидерланды, Роттердам (генеральное консульство)
- Польша, Варшава (посольство)
- Португалия, Лиссабон (посольство)
  - Порту (генеральное консульство)
- Россия, Москва (посольство)
- Сербия, Белград (посольство)
- Словакия, Братислава (посольство)
- Франция, Париж (посольство)
- Чехия, Прага (посольство)
- Швейцария, Берн (посольство)
- Швеция, Стокгольм (посольство)

## Америка
- Аргентина, Буэнос-Айрес (посольство)
- Бразилия, Бразилиа (посольство)
  - Рио-де-Жанейро (генеральное консульство)
- Канада, Оттава (посольство)
- Канада, Алерт (посольство)
- Куба, Гавана (посольство)
- Мексика, Мехико (посольство)
- США, Вашингтон (посольство)
  - Хьюстон (генеральное консульство)
  - Нью-Йорк (генеральное консульство)

## Африка
- Алжир, Эль-Джазаир (посольство)
- Ботсвана, Габороне (посольство)
- Кабо-Верде, Прая (посольство)
- Республика Конго, Браззавиль (посольство)
- Кот д’Ивуар, Абиджан (посольство)
- Демократическая Республика Конго, Киншаса (посольство)
- Египет, Каир (посольство)
- Эфиопия, Аддис-Абеба (посольство)
- Габон, Либревиль (посольство)
- Марокко, Рабат (посольство)
- Мозамбик, Мапуту (посольство)
- Намибия, Виндхук (посольство)
- Нигерия, Абуджа (посольство)
- Сан-Томе и Принсипи, Сан-Томе (посольство)
- Сенегал, Дакар (посольство)
- ЮАР, Претория (посольство)
  - Кейптаун (генеральное консульство)
  - Дурбан (генеральное консульство)
  - Иоханнесбург (генеральное консульство)
- Танзания, Дар-эс-Салам (посольство)
- Того, Ломе (посольство)
- Замбия, Лусака (посольство)
- Зимбабве, Хараре (посольство)

## Азия
- КНР, Пекин (посольство)
  - Макао (генеральное консульство)
- Индия, Нью-Дели (посольство)
- Израиль, Тель-Авив (посольство)
- Япония, Токио (посольство)
- Южная Корея, Сеул (посольство)
- Филиппины, Манила (посольство)
- Сингапур (посольство)
- ОАЭ, Дубай (генеральное консульство)

## Международные организации
- - Аддис-Абеба (постоянная миссия при ОАЕ)
  - Лиссабон (представительство при Содружестве португалоязычных государств)
- Париж (представительство при ЮНЕСКО)
- Брюссель (представительство при ЕС)
- Женева (постоянное представительство при ООН)
  - Нью-Йорк (постоянное представительство при ООН)